# Київка (Псковська область)
Київка (рос. Киевка) — село в східній частині Порховського району Псковської області з населенням 12 жителів (2010). Входить до складу сільського поселення «Червоноармійська волость».

## Географія
Село розташоване за 4 км на південний схід від міста Порхова.

## Населення
За даними Всеросійської перепису, в 2010 році в селі проживало 12 осіб, а в 2002 році — на 25,0 % більше — 15 жителів.
Чисельність населення в 2000 році становила 11 мешканців.